# 中居正広のテレビ50年名番組だョ!全員集合笑った泣いた感動したあのシーンをもう一度夢の総決算スペシャル
『中居正広のテレビ50年名番組だョ!全員集合笑った泣いた感動したあのシーンをもう一度夢の総決算スペシャル』（なかいまさひろのテレビごじゅうねんめいばんぐみだヨぜんいんしゅうごうわらったないたかんどうしたあのシーンをもういちどゆめのそうけっさんスペシャル）は、2005年10月2日の19:00-22:54（JST）にTBS系列で生放送された、TBS50周年記念特別番組で、中居正広の冠番組でもある。
総合司会は中居正広。進行役はTBSアナウンサーの小倉弘子。全部で4時間の生番組であったが、関東地区の平均視聴率は18.1%（ビデオリサーチ社調べ）と高視聴率であった。

## 番組の流れ

### 番組開始から8時まで
- 東京放送（開局当時：KRテレビ）と同じ、生誕50周年の明石家さんまを迎えてトーク。
- 冒頭で、さんまは前日に負った軽いやけどを気にしていた。
- さんまが初出演したテレビドラマ『天皇の料理番』（堺正章主演版）で、さんまのキスシーンが流されると、「『最後の恋』も流せ、中居のキスシーンも俺は見たい」と駄々をこねた。
- 『時間ですよ 平成元年』や、SMAPのデビュー前（1994年）のコンサートライブの映像に中居が赤面。さんまに「僕が恥ずかしくてどうするんですか?」と感想を述べる。さんまは「SMAPのデビュー前の映像もう1回みたいわ〜」と言ったところ、そのとおり2回放映されてしまった。
- 『男女7人夏物語』で、大雨にさんまが濡れながらプロポーズする場面を見た中居が「これブラックデビルだ!」と思わず叫び、さんまに注意された。
- 中居が、進行役の小倉アナについて話していると、さんまが「『恋のから騒ぎ』で1回目の説教部屋、彼女やったんですよ。」と暴露した。小倉がこれに「やだよー」と動揺し、さんまを思わず止めに入った一幕もあった。この時、中居も客席も「えーっ」と声を上げ、スタジオは一時騒然となった。
- 大物司会者の名物番組の第1回の映像をダイジェストで放送。『クイズダービー』→『世界まるごとHOWマッチ』→『クイズ100人に聞きました』→『わくわく動物ランド』→『欽ちゃんの週刊欽曜日』→『ぴったし カン・カン』→『笑ってポン!』→『たけしのお笑いサドンデス』→『痛快なりゆき番組 風雲!たけし城』→『さんまのからくりTV』の順に、第1回の映像が放送された。
- 『たのきん全力投球!』で、さんまがゲスト出演した映像が2回流れた。さんまいわく「アイドル番組全盛期に、アイドルに混じってお笑いタレントが出た、俺が殻を破った」と自慢、スタッフの期待を裏切る。
- コーナーの最後には、さんまが「もう終わりです」と言った女性ADをいじりつつ、さんまが喋っている途中に『8時だョ!全員集合』のVTRが強制挿入され、フェードアウトされた。

### 8時以降
- 『8時だョ!全員集合』のリクエストベスト30をランキングで発表。この回はTBS新社屋・Bスタジオからの生放送であった。11位と10位の間には、中居とザ・ドリフターズの4人（加藤茶、仲本工事、高木ブー、志村けん）で、生放送のコントやヒゲダンスを行った。ランキングがすべて発表された後には、同番組20年ぶりの復活生コントを披露。コント名は｢ホームドラマ撮影｣だった。なお、本家でも荒井注時代に前半コントで「時代劇撮影」というコントを行っていた。当時出演していた榊原郁恵、松本伊代も裏話を暴露していた（その他の出演者には華原朋美、優香）。またこのコーナーから、ココリコ遠藤章造、ベッキー、えなりかずき、友近の4人がスタジオに登場、トークを繰り広げた。
  - なお、リクエストランキングの結果は以下のとおりである。
    - 30位　ピンクパンサー
    - 29位　忍者コント
    - 28位　ウンコちんちん
    - 27位　いかりやに怒られた
    - 26位　いや〜まいったまいった
    - 25位　荒井注
    - 24位　怒っちゃや〜よ
    - 23位　ピカピカの一年生
    - 22位　宮崎美子
    - 21位　大仕掛け
    - 20位　ジャンケン決闘
    - 19位　大工コント
    - 18位　沢田・志村付き人コント
    - 17位　陽のあたる坂道の家
    - 16位　志村VS大仏
    - 15位　ジャンボマックス
    - 14位　会社コント
    - 13位　停電
    - 12位　東村山音頭
    - 11位　ヒゲダンス
    - 10位　長介VSドリフ
    - 9位　タブー
    - 8位　相撲コント
    - 7位　体操
    - 6位　カラスの勝手
    - 5位　志村うしろうしろ
    - 4位　早口ことば
    - 3位　少年少女合唱隊
    - 2位　学校コント
    - 1位　母ちゃんコント
- 11位と10位の間に6人ヒゲダンス
- 全順位発表した後に「ホームドラマ撮影コント」
- SMAPドラマ特集と題し、SMAPのメンバーが出演していたテレビドラマを特集。『時間ですよ 平成元年』の裏話を草彅剛、香取慎吾の2人がVTRで語った（なお、裏話VTRの放送時間は9時跨ぎで、香取は『24時間テレビ 「愛は地球を救う」』の赤色のTシャツを着ていた）。
- ジャニーズ名曲特集では、植草克秀（少年隊）と赤坂晃（元光GENJI）が登場。VTRではジャニーズ事務所のユニットの楽曲をメドレーで紹介。
- ホームドラマ特集では、『寺内貫太郎一家』に出演していた樹木希林と浅田美代子がスタジオに登場。当時の裏話を語った。
- TBSのドラマ特集では、中居の主演ドラマ『白い影』、『砂の器』などが紹介された。中居の演技、ドラマの内容に感心する共演者に対して、中居本人は「俺の字（直筆）じゃない」（『砂の器』より）や「ビデオカメラに告白するなんてバカじゃね?」（『白い影』より）と裏話や感想を暴露した。この直後に、中居は「イメージを壊すな!」と共演者に注意された。
- 最後は、中居の希望で1958年に放送されたテレビドラマ『私は貝になりたい』（フランキー堺主演版）のVTRが、ダイジェストで放送された（後の2008年11月、同作品が中居の主演で映画化される）。

## 本番組にて紹介した番組
- ありがとう
- TBSテレビ制作番組一覧を参照

## スタッフ
- ナレーター: 田中秀幸、服部潤
- 構成: 恒川省三、小笠原英樹／高橋秀樹、鶴間政行、あべ／前田昌平
- TM: 箸透
- TD: 小林敏之
- VE: 瀬戸博之、江川英男、佐藤公幸、山田賢司
- カメラ: 荒木健一、井原公二
- 照明: 加藤由美子
- 音声: 高場英文
- PA: 市之瀬数美
- 音響: 高橋秀治、荒井忠利
- TK: 岸田純子、大島倫子
- CG: PD東京
- 美術プロデューサー: 飯田稔（美術センター）
- 美術デザイン: アズマリツ（美術センター）
- 美術制作: 長谷川隆之
- 装置: 鈴木匡人、谷平真二
- 操作: 小野寺浩、鮫島宗弘
- 装飾: 飯島義次
- 電飾: 清水久敏
- 楽器: 高井啓光
- 造りもの: 岩本浩二
- 衣裳: 渥美智恵
- 持道具: 貞中照美
- 床山: 清本絵里子
- 化粧: アートメイク・トキ
- 公開: 廣中信行
- AD: 腰原藍（制作五部）、齋藤祐佳子
- アシスタントプロデューサー: 山田淳子（制作五部）、大滝功（フラッグス）
- ディレクター: 宮本稔、佐藤友香、工藤啓太、岸本淳司、武田竜太、千葉晃嗣、坂本香織／加藤和廣（タイクス）
- 総合演出: 中野匡人（制作五部）
- プロデューサー: 北川雅一（制作五部）、阿部龍二郎（制作三部）
- 映像協力: 角川映画、カノックス、国際放映、近藤照男プロダクション、スポニチクリエイツ、テレパック、東映、東宝テレビ部、毎日放送
- 協力: ジャニーズ事務所
- 制作協力: TIX'ﾖ、ネクストワン、オイコーポレーション
- 制作: TBSテレビ
- 製作著作: TBS